# Три надгробне плоче из 18. века у Ченеју
Три надгробне плоче из 18. века у Ченеју представљају непокретно културно добро као споменик културе.
Прва надгробна плоча се налази недалеко од цркве, са јужне стране. Плоча је од пешчара, правоугаоног облика, димензија 150x60cm, потиче из 1751. године. Текст је на црквенословенском језику.
Друга надгробна плоча из 1743. године, такође је у непосредној близини цркве, са јужне стране. Изграђена је од пешчара, правоугаоног облика и истих димензија као претходна. Текст је на црквенословенском језику.
Трећа надгробна плоча која је по облику, материјалу и изгледу слична претходним. На њој је исписана година 174?. (четврта цифра је недовољно читка). Плоча се налази у непосредној близини јужне стране цркве.